# Dori Ghezzi
- Canzonissima 1974 Girone di musica leggera
- Eurofestival 1975
- Festival di Sanremo 1976 Categoria Campioni

Da solista:
- Festival di Sanremo 1983 Categoria Campioni

Dori Ghezzi (Lentate sul Seveso, 30 marzo 1946) è una cantante italiana.
Divenuta nota alla fine degli anni sessanta grazie al brano Casatschok del 1969, nel successivo decennio ha consolidato la sua notorietà grazie a una prolifica collaborazione con lo statunitense Wess, con il quale ha formato per diversi anni un duo vocale di successo grazie a brani come Un corpo e un'anima. Insieme hanno anche rappresentato l'Italia all'Eurovision Song Contest 1975, ottenendo il terzo posto nella classifica finale. Tornata a dedicarsi interamente all'attività da solista negli anni ottanta, ha ottenuto un buon riscontro con il brano Margherita non lo sa, che ha raggiunto la terza posizione al Festival di Sanremo 1983. Sempre a Sanremo nel 1987 partecipa al festival con la canzone E non si finisce mai, che guadagna la 14ma posizione. Dopo aver inciso ancora alcuni album, ha dovuto abbandonare la carriera discografica nel 1990 a causa di un problema alle corde vocali; da quel momento, le sue incursioni nel mondo della musica sono state sporadiche.
Legata sentimentalmente al cantautore Fabrizio De André fin dal 1974, si è sposata con lui nel 1989, dopo che, insieme, avevano vissuto la disavventura del rapimento in Sardegna da parte dell'Anonima sequestri nel 1979.

## Biografia

### Gli esordi
Nata in Brianza, si interessò di musica fin dall'infanzia. La sua carriera è iniziata grazie a un concorso regionale al quale si presentò nel 1966 interpretando il brano Io che non vivo (senza te) di Pino Donaggio, vincendo la manifestazione. Qui è stata notata da alcuni discografici della Durium che le hanno procurato un contratto.
Nel 1967 ha debuttato al Festival delle rose di Roma, piazzandosi al secondo posto proponendo una sua versione di Vivere per vivere, brano scritto da Francis Lai per la colonna sonora dell'omonimo film di Claude Lelouch. Alla fine del 1968 ha inciso Casatschok (Guardabassi, Ciotti, Rubaschin), rifacimento del brano scritto dal russo Matvei Blanter Katjuša, che è entrato in classifica procurandole popolarità e ingaggi televisivi. Ha partecipato a Canzonissima 1969, venendo tuttavia eliminata al primo turno.
Nel 1970 ha partecipato per la prima volta al Festival di Sanremo con il brano Occhi a mandorla, in coppia con Rossano, senza però raggiungere la finale. Dopo alcune cover di brani francesi e inglesi, nel 1972 è stata scelta da Wess (già bassista di rhythm and blues negli The Airedales di Rocky Roberts), suo collega di scuderia della Durium, per incidere la versione italiana di United We Stand (Voglio stare con te), pubblicato su singolo a 45 giri, riscuotendo un grande successo.
La cantante ha continuato, comunque, la carriera solista in parallelo con quella del duo, e nel 1972 ha pubblicato il singolo Povero ragazzo, composto da Roberto Vecchioni, che recava sul lato B Ed ora son sola, scritta da Franco Cassano e Gilberto Ziglioli. Nello stesso anno ha partecipato alla manifestazione Un disco per l'estate 1972 per proporre Ma chi è che cos'è, composta da Umberto Napolitano, che ha riscosso un discreto successo anche in Jugoslavia. Nel 1973, come solista, ha inciso un singolo denominato Adamo ed Eva, una cover francese di Carrere tradotta da Luigi Albertelli ed Enrico Riccardi, che recava nel retro il brano Non ci contavo più, versione italiana di Ben di Michael Jackson, presentata dalla cantante a Canzonissima. Nel 1974 pubblica il suo primo 33 giri in cui vi sono diversi brani e cover, tra cui Io sto bene con te, versione italiana di Yesterday Once More dei Carpenters.

### Il duo con Wess

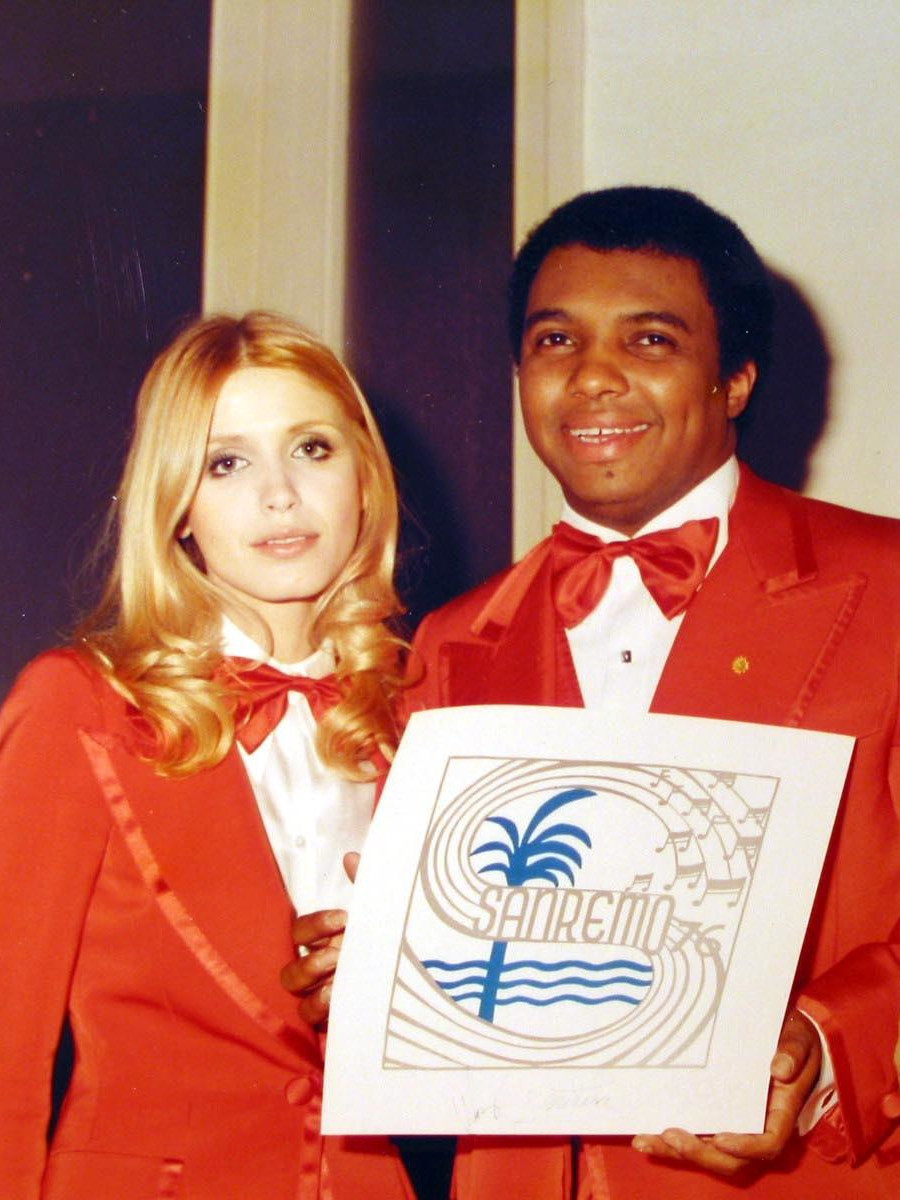
Dori Ghezzi e Wess a Sanremo 1976

La Durium favorì nel 1972 la nascita del gruppo musicale, in quanto sia Dori Ghezzi che il cantante americano Wess erano sotto contratto con essa.
Il duo divenne tra i più celebri del decennio, partecipando alla 23ª e alla 26ª edizione del Festival di Sanremo, rappresentando l'Italia all'Eurofestival 1975 a Stoccolma ed esibendosi a diverse altre manifestazioni di rilievo tra le quali Canzonissima.
Il duo si sciolse nel 1979.

### 1975-1977: il legame con Fabrizio De André e la nascita di Luvi
Nel 1975 (dopo alcuni flirt, tra cui quello erroneamente attribuito, e smentito dalla stessa Dori Ghezzi, con il calciatore Gianni Rivera) ha iniziato una relazione con il cantautore Fabrizio De André, conosciuto l'anno precedente, trasferendosi con lui in Sardegna, luogo verso cui De André stava sviluppando in tale periodo una notevole passione.
In previsione della nascita della figlia Luvi, Dori e Fabrizio De André si stabilirono nella tenuta sarda dell'Agnata, a Tempio Pausania.
Due anni dopo, nel 1977, a Tempio Pausania, è nata la loro primogenita, Luisa Vittoria De André, detta Luvi.

### 1979: il rapimento da parte dell'Anonima sequestri
La sera del 27 agosto 1979, De André e Dori Ghezzi, mentre si trovavano in casa all'Agnata, furono rapiti dall'Anonima sequestri sarda e tenuti prigionieri nelle montagne di Pattada, venendo liberati dopo circa quattro mesi (Dori fu liberata il 20 dicembre, Fabrizio il 21), dietro il versamento di un riscatto di circa 550 milioni di lire, in buona parte pagato dal padre di Fabrizio, il politico e dirigente aziendale Giuseppe De André.

### Gli anni ottanta: il ritorno da solista

Il matrimonio di Dori Ghezzi e Fabrizio De André a Tempio Pausania nel 1989

Dopo quest'esperienza, che ha segnato la vita di entrambi, la cantante ha ripreso la sua carriera artistica come solista registrando nel 1980 il 33 giri Mamadodori, album dedicato a Luvi, pubblicato sotto una nuova etichetta discografica, la Fado, appositamente creata per l'occasione ("Fado" sta per Fabrizio e Dori). Nel 1983 è ritornata a Sanremo con Margherita non lo sa, brano che diventò uno dei suoi più noti, ottenendo il terzo posto al Festival e un grande successo di vendite; ha infatti raggiunto l'undicesima posizione della classifica italiana.
Il brano, incluso nell'album Piccole donne (1983), è stato scritto da Oscar Avogadro e da Oscar Prudente. L'album, prodotto dallo stesso Oscar Prudente, vedeva la partecipazione artistica di Ivano Fossati, che ha suonato in alcuni brani. Vola via, presentata a Saint Vincent Estate, e la title track Piccole donne, presentata a Vota la voce e Festivalbar, sono stati gli altri singoli estratti dal 33 giri. Nel 1984 ha partecipato alla terza edizione della gara canora Premiatissima, trasmessa da Canale 5. Nell'estate dello stesso anno prende parte allo spettacolo itinerante Incontri d'Estate, che includeva nel cast Dario Baldan Bembo, Marco Predolin, Franco Rosi e i Blue Aquarius.
Nel 1986 è passata alla Ricordi, pubblicando il singolo Nessuno mai più (cover di Love You Forever dei Giuffria), con cui ha partecipato al Festivalbar. Il retro del singolo era Spezzacuori, brano del repertorio di Massimo Bubola, produttore di entrambe le facciate del disco. Ha poi partecipato al Festival di Sanremo 1987 con E non si finisce mai, tratto dall'album Velluti e carte vetrate; in estate ha presentato a Riva del Garda il brano Cercarti. Questo secondo singolo estratto è stato scritto, come il brano sanremese, per la musica da Piero Cassano e per il testo da Adelio Cogliati. Nel 1989 ha partecipato per la sesta e ultima volta al Festival di Sanremo con Il cuore delle donne, pubblicando l'omonimo album. Il 7 dicembre dello stesso anno, a Tempio Pausania, si è sposata con Fabrizio De André dopo sedici anni di convivenza.

### Il ritiro dalle scene e la Fondazione De André
Nel 1990 ha dovuto interrompere la sua carriera artistica a causa di un problema alle corde vocali, che l'ha portata ad abbandonare le scene. Ha tuttavia fatto alcune eccezioni, prima accettando, nel 1992, il ruolo di corista nel tour di De André Uomini e donne e successivamente collaborando ancora con il marito nell'album Anime salve (1996), dove canta la strofa finale del brano Khorakanè, cantata in lingua romaní, e, insieme alla figlia Luvi, i cori di altri due brani, Dolcenera e A cumba.

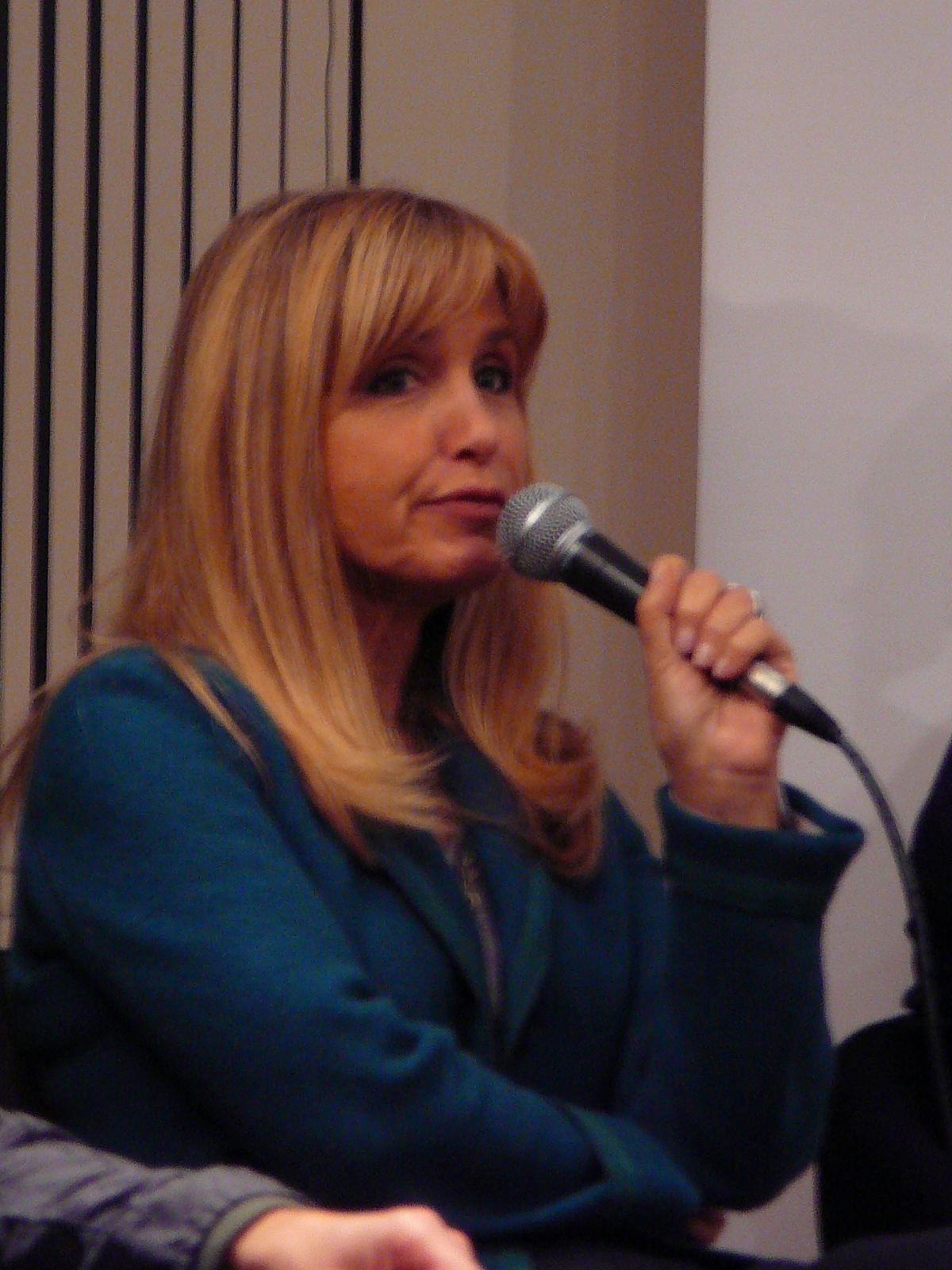
Dori Ghezzi nel 2008

### 1999: la morte di Fabrizio De André
L'11 gennaio 1999 muore il marito Fabrizio De André. Dopo la scomparsa, la cantante si è dedicata alla tutela e all'amministrazione del patrimonio artistico del marito e, attraverso la Fondazione Fabrizio De André Onlus a lui dedicata, coadiuvata dal Centro Interdipartimentale di Studi Fabrizio De André presso l'Università degli Studi di Siena, promuove eventi e iniziative dedicate alla memoria del cantautore genovese, con una particolare attenzione al rispetto filologico della sua arte.
Nel 2002 ha interpretato il brano Il suonatore Jones per Fernanda Pivano, inserito nel documentario A Farewell to Beat dedicato alla scrittrice, prodotto da Fandango e diretto da Luca Facchini. In un'intervista del 2005 a Fabio Fazio nel programma Che tempo che fa, la cantante ha tuttavia dichiarato, di avere paura di esibirsi in pubblico. Nel 2008 è stata ospite di Fiorello in una puntata della trasmissione radiofonica Viva Radio 2, dove ha ricantato dopo tanti anni i suoi due grandi successi Un corpo e un'anima e Margherita non lo sa.

### 2009: la morte di Wess
Il 21 settembre 2009 muore negli Stati Uniti Wess, il suo partner musicale degli esordi, per una crisi asmatica. In un'intervista concessa subito dopo la notizia, la cantante ha detto:

### Anni successivi
Dori Ghezzi è stata interpretata dall'attrice Valentina Bellè nel film del 2018 Fabrizio De André - Principe libero, diretto da Luca Facchini e dedicato alla vita e alla figura del marito Fabrizio De André (qui impersonato dall'attore Luca Marinelli).
Nell'estate del 2020 ha promosso la realizzazione di una nuova versione, interpretata da diversi cantanti italiani, del famoso brano in dialetto genovese Creuza de mä, inciso dal marito nell'omonimo album del 1984, utilizzata come colonna sonora della cerimonia di inaugurazione del nuovo ponte autostradale di Genova sul torrente Polcevera, il viadotto Genova San Giorgio, che sostituisce il precedente viadotto Polcevera (chiamato anche ponte Morandi), tragicamente crollato due anni prima provocando 43 vittime.
Nel 2022, dopo anni di silenzio quasi totale, torna a incidere un brano dal titolo Non arrenderti in duetto con l’amico Shel Shapiro per l’album di Shel “Quasi una leggenda”. Sempre nel 2022 partecipa al documentario di Claudio Cabona La nuova scuola genovese, oggi disponibile su Prime Video, che traccia un parallelismo fra il cantautorato e l'odierna scena rap ligure. Nel documentario Ghezzi dialoga con il rapper Izi. Nel 2023 partecipa al docufilm Enzo Jannacci - Vengo anch'io di Giorgio Verdelli, dove racconta alcuni aneddoti nel rapporto con il cantautore milanese.

## Discografia

### Da solista

#### Album in studio
- 1974 – Dori Ghezzi
- 1979 – Casatschok
- 1980 – Mamadodori
- 1983 – Piccole donne
- 1987 – Velluti e carte vetrate
- 1989 – Il cuore delle donne

#### Singoli
- 1967 – Vivere per vivere/L'amore ha ucciso
- 1968 – Isabelle/Mi domandi con gli occhi
- 1968 – Pagina uno/L'ultimissima volta
- 1968 – Casatschok/Per un anno che se ne va
- 1969 – La mia festa/Fiori sul soffitto
- 1970 – Occhi a mandorla/Un bacio no due baci no
- 1970 – Quello là/Ma che strano tipo
- 1971 – Bluebirds over the mountain/Why don't you believe me
- 1971 – Gli occhi di quella/Why don't you believe me
- 1972 – Povero ragazzo/Ed ora son sola
- 1972 – Ma chi è che cos'è?/Uomo uomo
- 1972 – Quien sera como es/Ma chi è che cos'è
- 1973 – Adamo ed Eva/Non ci contavo più
- 1980 – Mamadodori/Stringimi piano, stringimi forte
- 1983 – Margherita non lo sa/Luna park
- 1983 – Vola via/Stella bionda
- 1986 – Nessuno mai più/Spezzacuori
- 1987 – E non si finisce mai/Cosa voglio da te
- 1989 – Il cuore delle donne/Che cielo vuoi

## Partecipazioni a festival musicali

### Partecipazioni aCanzonissima
- Canzonissima 1974, con Wess – 1º posto
  - Con Noi due per sempre – 4ª puntata
  - Con Un corpo e un'anima – puntata finale

### Partecipazioni al Festival di Sanremo
- Festival di Sanremo 1970: Con Occhi a mandorla, in abbinamento con Rossano – NF
- Festival di Sanremo 1973: Con Tu nella mia vita, con Wess – 6º posto (1º posto nelle vendite)
- Festival di Sanremo 1976: Con Come stai, con chi sei?, con Wess – 2º posto
- Festival di Sanremo 1983: Con Margherita non lo sa – 3º posto
- Festival di Sanremo 1987: Con E non si finisce mai – 14º posto
- Festival di Sanremo 1989: Con Il cuore delle donne – 16º posto
- Partecipazioni al Premio Lunezia come madrina : 1998 e 1999

### Partecipazioni al Festivalbar
- Festivalbar 1983: Con Piccole donne
- Festivalbar 1986: Con Nessuno mai più
- Festivalbar 1989: Con Atlantic bar

### Partecipazioni all'Eurovision Song Contest
- Stoccolma 1975: Con Era, con Wess – 3º posto

## Onorificenze
- 2015 - Cittadinanza onoraria del comune di Albenga (SV)[3]